# PKP Polskie Linie Kolejowe

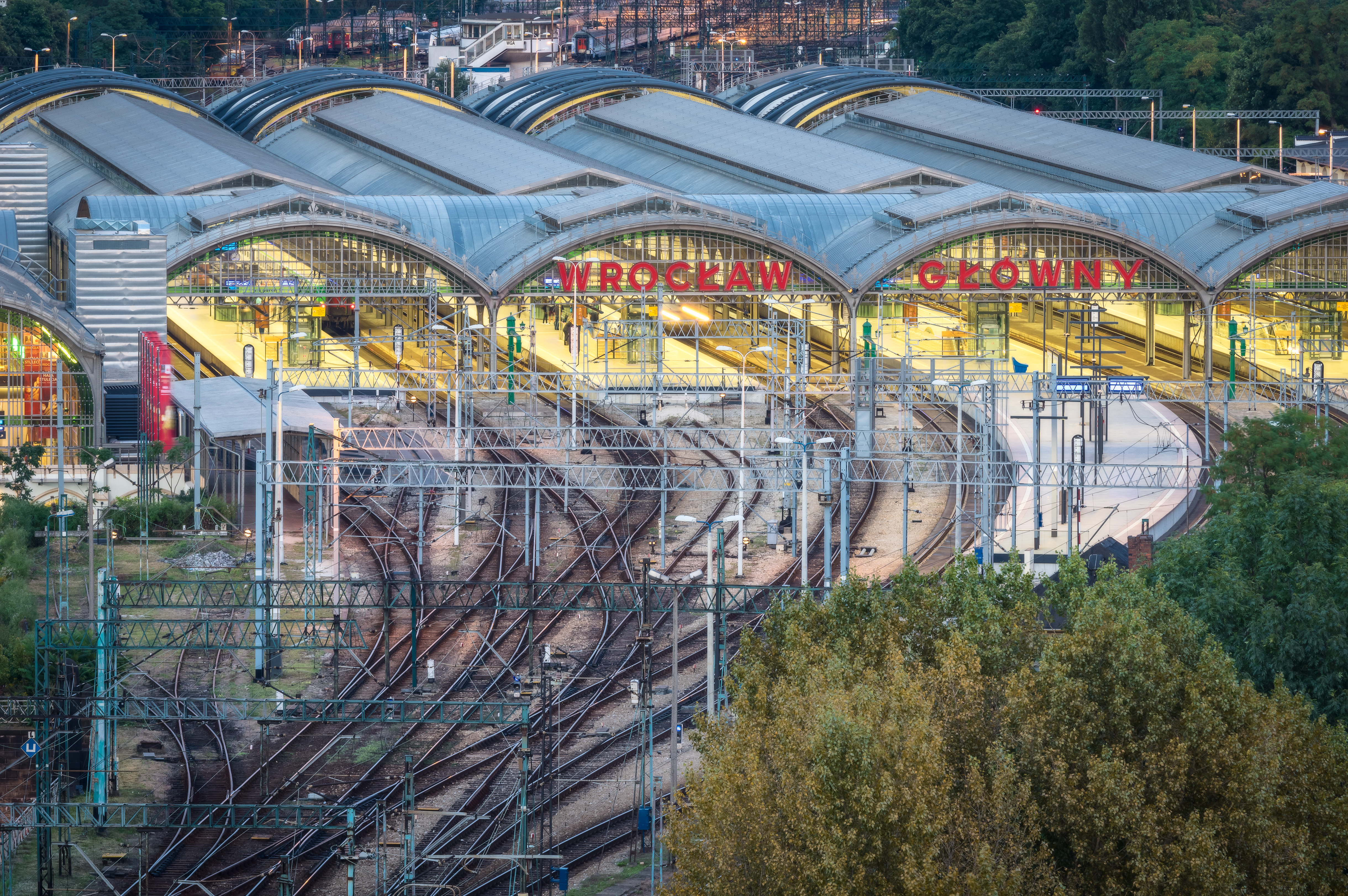
Stacja kolejowa Wrocław Główny – infrastruktura (perony i hala) zarządzana przez PKP Polskie Linie Kolejowe

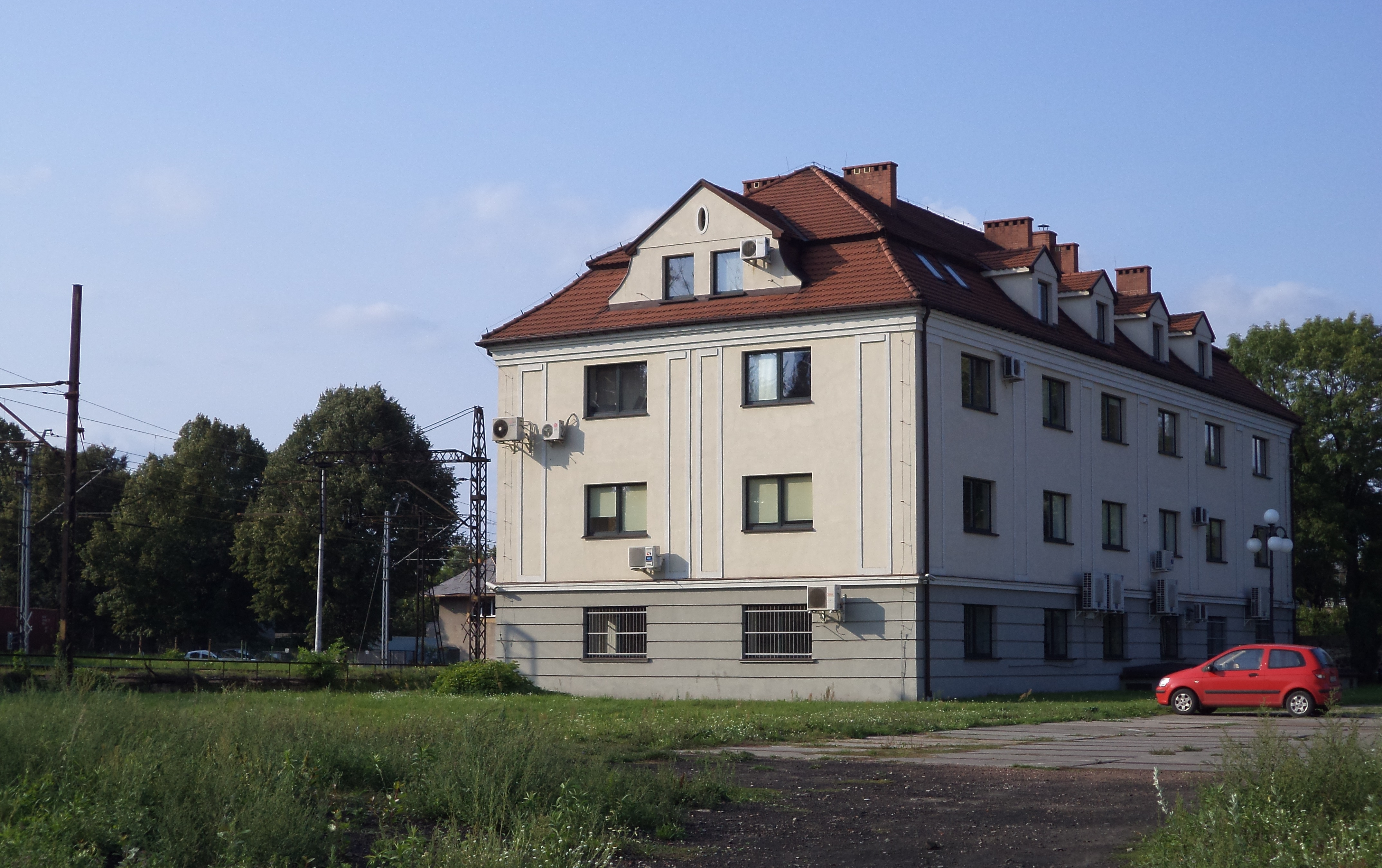
Budynek Zakładu Linii Kolejowych w Tarnowskich Górach

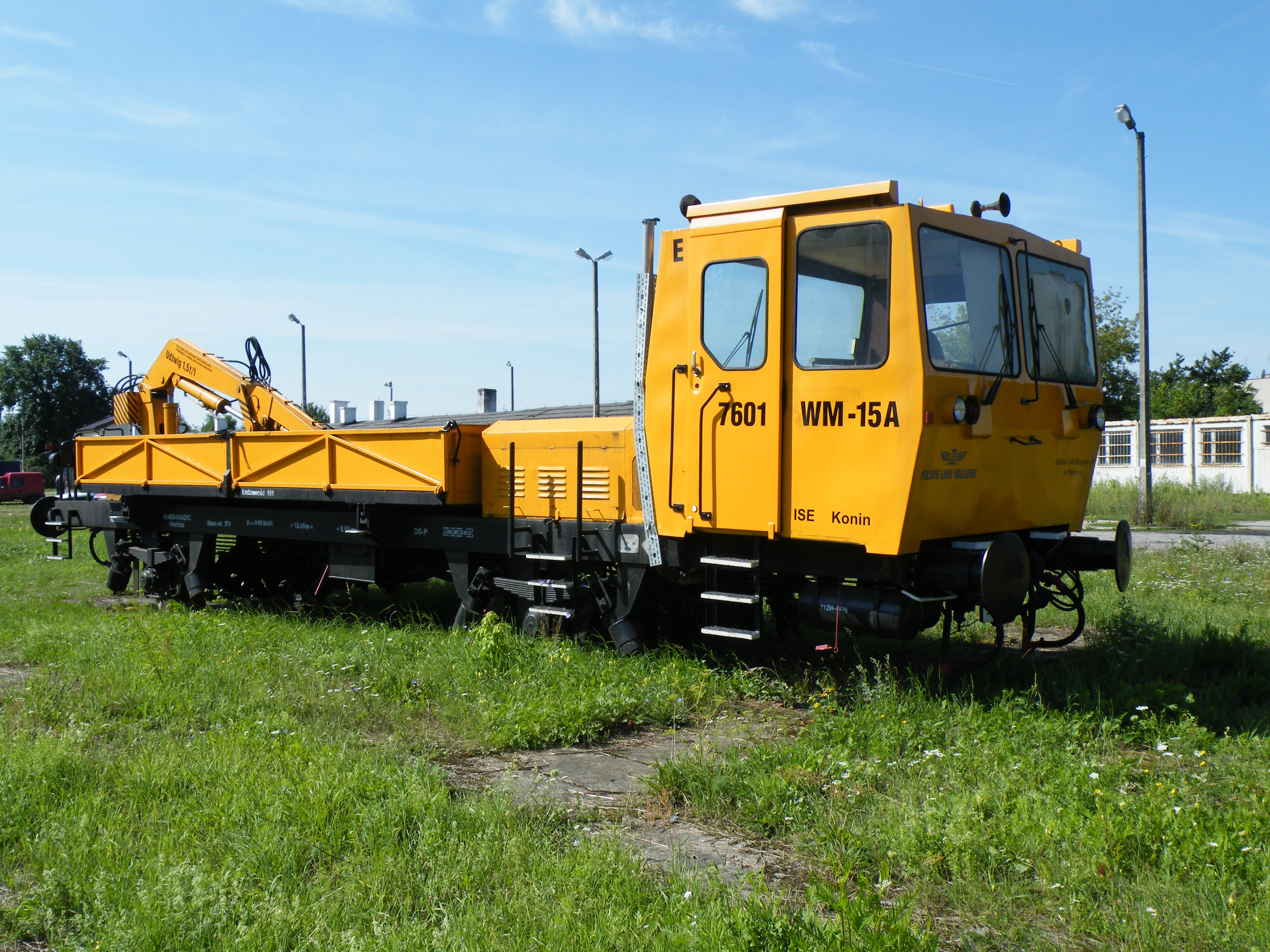
Wózek motorowy

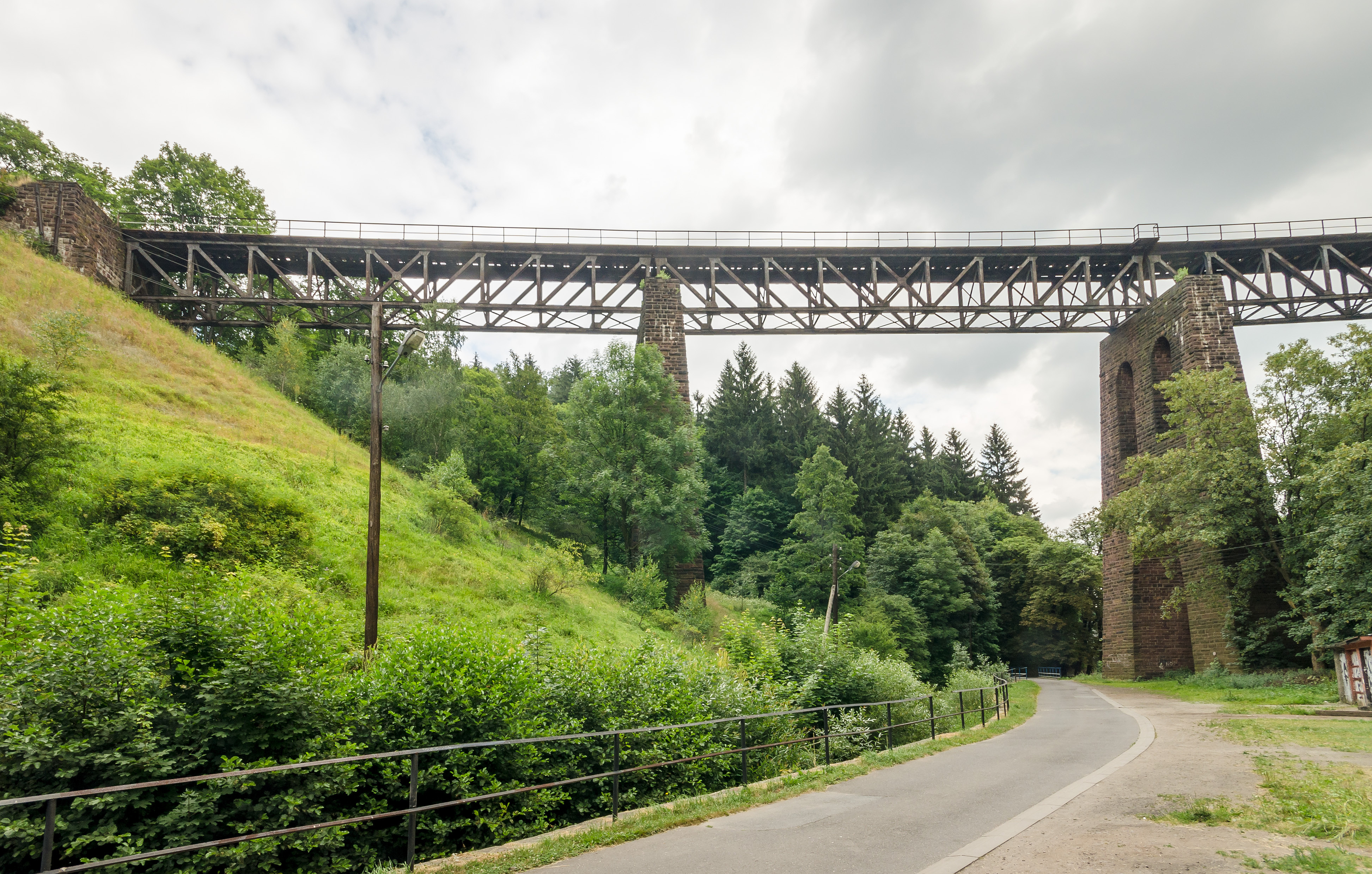
Most kolejowy nad Woliborką w Nowej Rudzie

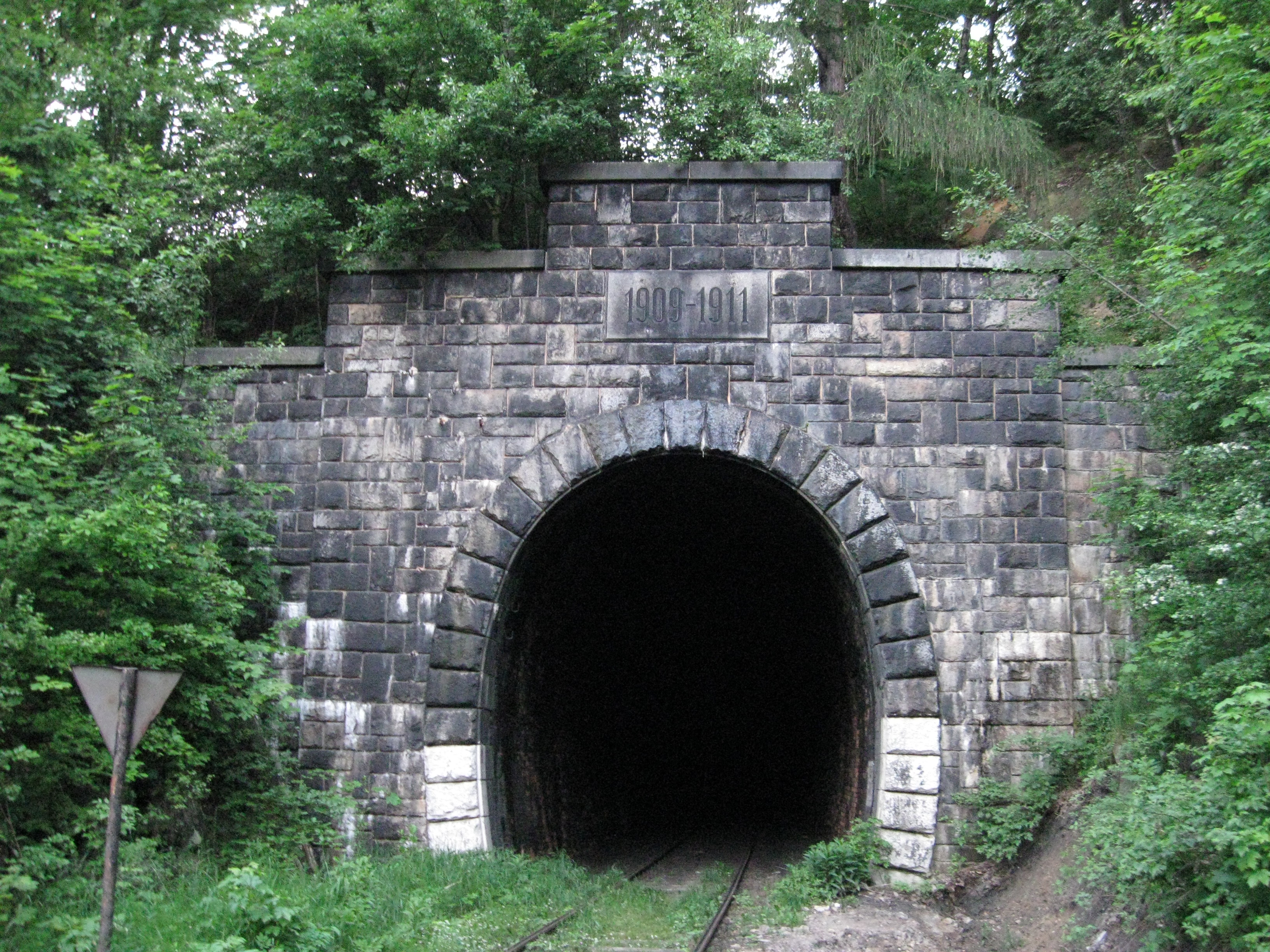
Tunel pod Małym Wołowcem

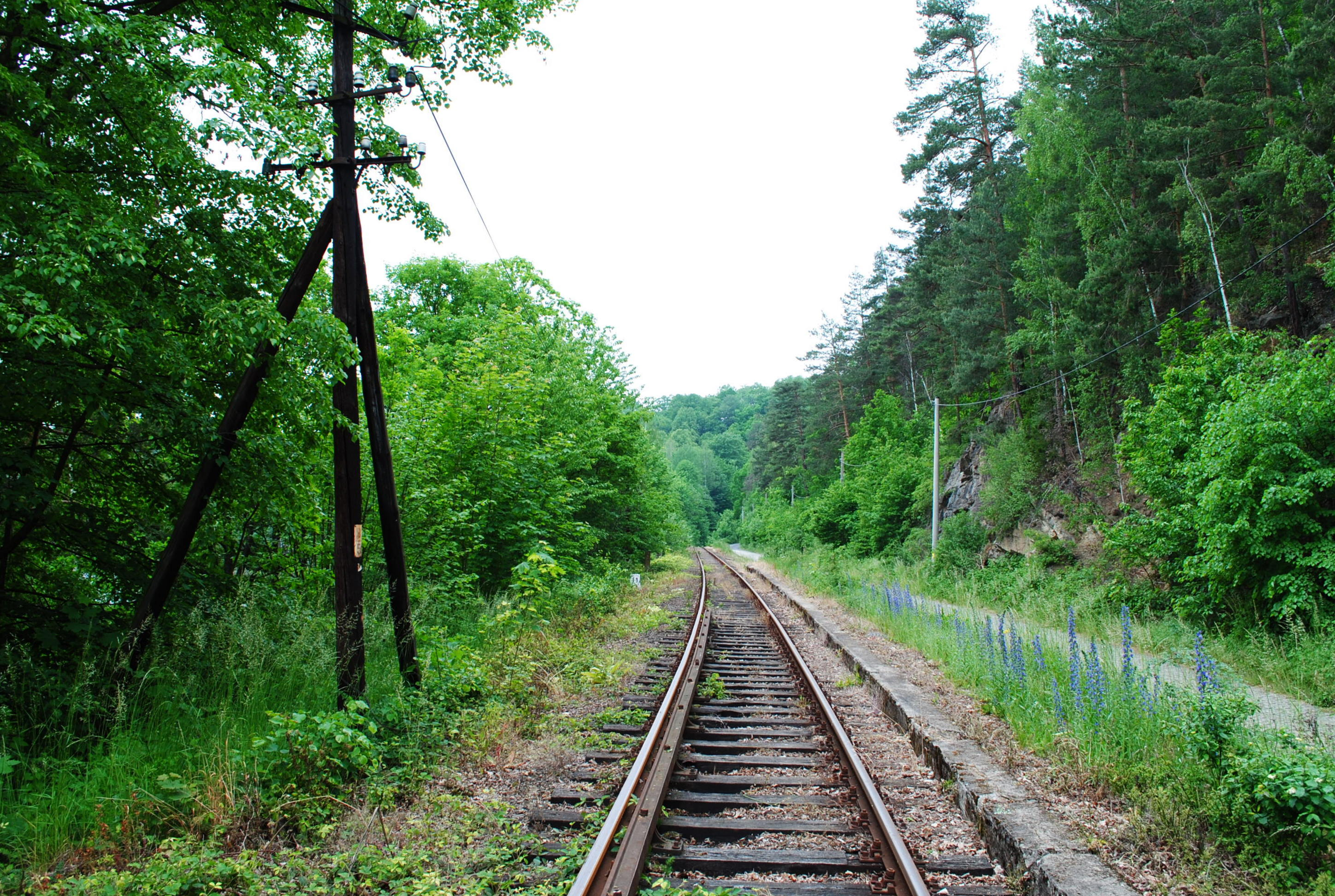
Linia kolejowa nr 283

PKP Polskie Linie Kolejowe S.A., w skrócie PLK – spółka odpowiadająca za zarządzanie państwową siecią linii kolejowych w Polsce liczącą 18 634 kilometrów oraz odpowiedzialna za zarządzanie i synchronizację ruchu ok. 5 tys. pociągów pasażerskich i towarowych należących do 123 licencjonowanych przewoźników (stan na 2022 rok). Spółka odpowiada również za opracowywanie i aktualizowanie rozkładu jazdy pociągów w skali całego kraju.

## Historia
Spółka powstała w 2001 r. na bazie Dyrekcji Infrastruktury Kolejowej PKP.
Europejska Agencja Kolejowa w raporcie z 2011 r. wskazała Polskę jako kraj o wysokiej liczbie incydentów i wypadków kolejowych. W 2012 NIK negatywnie oceniła stan infrastruktury kolejowej zarządzanej przez PLK. Po doniesieniach mediów o przypadkach niegospodarności oraz korupcji wszczęte zostały kontrole w departamencie informatyki PLK.
PKP Polskie Linie Kolejowe przeszkoliły w 2014 roku 15 tysięcy dyżurnych ruchu oraz nastawniczych, a na stanowiskach związanych z bezpieczeństwem zatrudniono w PLK 1000 nowych osób. Jesienią 2015 uruchomiony został symulator do szkoleń dyżurnych i nastawniczych. PLK zapewnia też profesjonalne wsparcie psychologiczne pracownikom, którzy uczestniczyli bądź usuwali skutki zdarzeń. Według informacji „Dziennika Gazeta Prawna” w lipcu 2010 roku rząd Donalda Tuska podjął decyzję o wykupieniu akcji PKP PLK przez Skarb Państwa od spółki PKP SA.
Spółka radykalnie, o ponad połowę, zmniejszyła liczbę miejsc, w których stosowana jest jazda na sygnał zastępczy. Na koniec 2013 na sieci PLK występowało około 80 takich lokalizacji. Na koniec 2014 takich miejsc było 48.
Planowane działania w zakresie bezpieczeństwa na 2015 r. to m.in. wykorzystanie symulatora do szkoleń dyżurnych, wyposażanie dróżników na wybranych przejazdach w urządzenia radio–STOP i system informujący o ruchu pociągów, planowanie inwestycji i remontów na liniach kolejowych z priorytetem bezpieczeństwa (wzory działań, nadzór, kontrola) oraz modernizacja posterunków ruchu i urządzeń sterowania ruchem kolejowym.
W latach 2007–2015 spółka wyremontowała 7860 km torów, 2300 mostów i wiaduktów oraz 750 peronów. W latach 2001–2019 sieć kolejowa zarządzana przez PKP PLK uległa skróceniu o 12,5% (z 21173 km do 18513 km).
11 kwietnia 2018 spółka ogłosiła kupno będącego w stanie upadłości Przedsiębiorstwa Napraw Infrastruktury.
19 lutego 2019 roku rząd Mateusza Morawieckiego przyjął uchwałę zmieniającą uchwałę w sprawie ustanowienia Krajowego Programu Kolejowego do 2023 roku, która przewiduje m.in. dokapitalizowanie spółki PKP PLK kwotą w wysokości 1,8 mld zł i wykup akcji przez Skarb Państwa od PKP SA. 17 sierpnia 2022 roku w siedzibie PKP SA podpisano umowę o utworzeniu holdingu Grupy PKP, w skład której nie wejdzie spółka PKP Polskie Linie Kolejowe SA. 8 sierpnia 2022 spółka złożyła wniosek do Urzędu Ochrony Konkurencji i Konsumenta (UOKIK) o zgodę na przejęcie spółki PKP Telkol Sp. z o.o. od PKP SA poprzez objęcie wszystkich udziałów w kapitale zakładowym. 

## Działalność
Głównym źródłem dochodów Spółki są opłaty za dostęp do infrastruktury pobierane od przewoźników według cennika zatwierdzanego przez Urząd Transportu Kolejowego. Działalność eksploatacyjną wykonują jednostki terenowe, czyli zakłady linii kolejowych, których zadaniami są prowadzenie ruchu kolejowego oraz nadzór nad utrzymaniem w stałej sprawności linii kolejowych.
PKP Polskie Linie Kolejowe są członkiem wielu organizacji krajowych i międzynarodowych, m.in. Związku Pracodawców Kolejowych, Stowarzyszenia Europejskich Zarządców Infrastruktury Kolejowej oraz stowarzyszenia RailNetEurope.

### Stawki dostępu do torów
PKP Polskie Linie Kolejowe mają monopol na zarządzanie głównymi liniami w Polsce (brak konkurencji prywatnej), a tym samym ustalają stawki dla praktycznie całego transportu kolejowego w kraju zgodnie z Ustawą o transporcie kolejowym z dnia 28 marca 2003 r. W 2013 r. Europejski Trybunał Sprawiedliwości uznał, że stosowany przez PKP Polskie Linie Kolejowe sposób nie jest ustalony w oparciu o koszty, które wynikają bezpośrednio z udostępnienia infrastruktury, a kalkulacja opłat uwzględnia koszty, które nie mogą być uznane za bezpośrednio ponoszone jako rezultat wykonywania przewozów pociągami. W rezultacie powyższego na kolejne 4 lata zapowiedziano nowe stawki, zmniejszone o ok. 20 proc. w stosunku do wcześniej obowiązujących.

### Fundusze i programy UE
Spółka prowadzi, przy współudziale środków Unii Europejskiej, działalność inwestycyjną będącą szeroko pojętym programem modernizacji linii kolejowych, którego głównym celem jest dążenie do zintegrowania polskiego transportu kolejowego z systemem Unii Europejskiej, zarówno w aspekcie standardów technicznych, jak i interoperacyjności linii kolejowych. Prowadzone przez PKP Polskie Linie Kolejowe modernizacje bezpośrednio przyczyniają się do zwiększenia komfortu jazdy dla pasażerów, polepszenia bezpieczeństwa ruchu pociągów oraz skrócenia czasu podróży.
Fundusze i Programy Unijne wykorzystywane przez PKP Polskie Linie Kolejowe
- CEF Łącząc Europę,
- ISPA/FS,
- TEN-T,
- Europejski Fundusz Rozwoju Regionalnego,
- Sektorowy Program Operacyjny Transport (Perspektywa finansowa 2004-2006),
- Program Operacyjny Infrastruktura i Środowisko (Perspektywa finansowa 2007-2013).

### Struktura własnościowa spółki
Właścicielem pakietu większościowego spółki (83,46%) jest bezpośrednio Skarb Państwa, natomiast pozostałe 16,54% jest własnością spółki PKP.

1. Skarb Państwa: 83,5%
2. PKP: 16,5%

### Grupa kapitałowa PKP Polskie Linie Kolejowe
- PKP Polskie Linie Kolejowe S.A.

- Zakład Robót Komunikacyjnych – DOM Sp. z o.o., Poznań
- Pomorskie Przedsiębiorstwo Mechaniczno-Torowe Sp. z o.o., Gdańsk
- Dolnośląskie Przedsiębiorstwo Napraw Infrastruktury Komunikacyjnej DOLKOM Sp. z o.o., Wrocław
- Przedsiębiorstwo Napraw i Utrzymania Infrastruktury Kolejowej w Krakowie Sp. z o.o.
- Trakcja S.A., Warszawa

### Prezesi
| Od              | Do              | Prezes                      |               |
| --------------- | --------------- | --------------------------- | ------------- |
| 2001            | 2002            | Kazimierz Jachimek          |               |
| 2002            | 2005            | Tadeusz Augustowski         |               |
| 2005            | 2009            | Krzysztof Celiński          |               |
| 2009            | 2012            | Zbigniew Szafrański         |               |
| kwiecień 2012   | 2 kwietnia 2015 | Remigiusz Paszkiewicz       | [ 24 ]        |
| 15 czerwca 2015 | 14 grudnia 2015 | Andrzej Filip Wojciechowski | [ 25 ] [ 26 ] |
| 30 grudnia 2015 | 30 marca 2016   | Antoni Jasiński (p.o.)      | [ 27 ] [ 28 ] |
| 30 marca 2016   | 15 lutego 2024  | Ireneusz Merchel            | [ 28 ]        |
| 15 lutego 2024  | 15 marca 2024   | Piotr Wyborski (p.o.)       | [ 29 ]        |
| 15 marca 2024   | nadal           | Piotr Wyborski              | [ 30 ]        |

### Zatrudnienie
- 2014 – 38 264[1]
- 2022 – 40 276[31]

### Siedziba
Siedzibą kierownictwa spółki jest kompleks budynków dawnej – przed wojną – Dyrekcji [Okręgowej] Kolei Państwowych, zaś po wojnie – Centralnej Dyrekcji Okręgowej Kolei Państwowych, zlokalizowany przy ul. Targowej 74, róg al. „Solidarności” i ul. Wileńskiej, położony naprzeciwko dworca PKP Warszawa Wileńska.